# 漯河市高级中学
漯河市高级中学，简称漯河高中、漯河一高或漯高，是位于河南省漯河市的公立高级中学，为河南省首批示范性高中之一。漯河市高级中学成立于1948年7月，南、北校区占地总面积共533亩，有320名教职工、学生6500余人。现任党委书记为赵耀堂，校长为郭爱红。

## 历史

### 民国时期
周祖训于1948年7月在河南省信阳市鸡公山创建国民党“教育部特设中原临时中学”，并担任校长。1948年8月底，学校将初中部迁往湖北省咸宁市柏墩镇，将高中及师范部迁至湖北省蒲圻羊楼洞。湖北解放后，应中原临时人民政府副主席吴芝圃要求，中原临时中学迁往开封。1949年6月，周祖训带领全体师生行至漯河，按照河南省教育厅的指示，将校址改在郾城，成立河南省立郾城中学，时任许昌专区专员李庆伟兼任校长，周祖训任副校长。

### 共和国时期
1953年，河南省立郾城中学高中部搬迁至漯河南郊，容纳商水青年中学高中部，成立漯河市高级中学。1954年又吸收合并淮阳中学高中部。“文革”期间，学校工作受到极大冲击，一度陷入混乱。1969年，学校收入散落社会的小学和初中毕业生，改为同时拥有初、高中部的中学。1980年，学校停止初中部招生，恢复为高级中学。2005年通过验收成为“河南省首批示范性高中”之一。

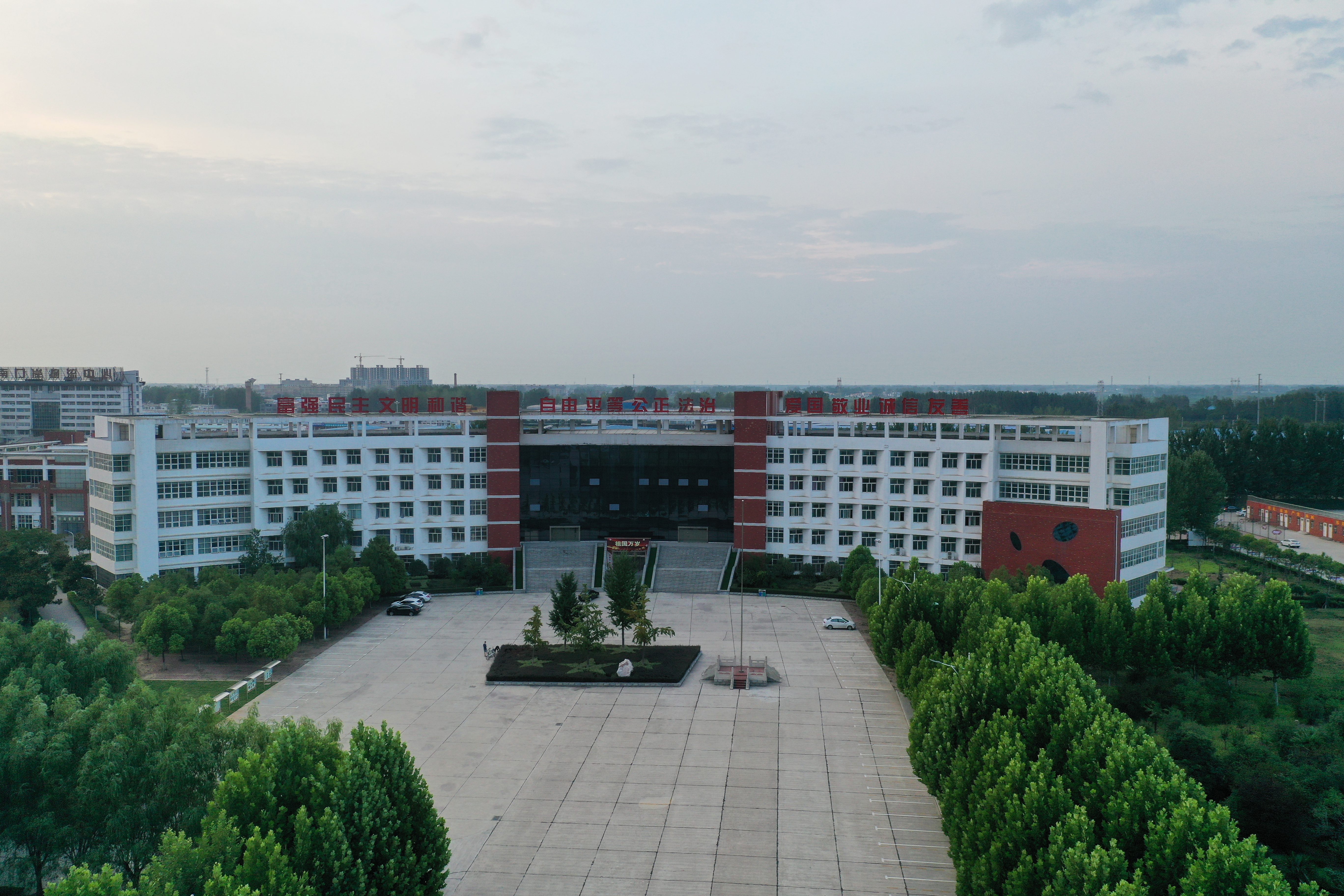
北校区升旗广场与图艺楼

2007年，北校区建成后，高一、高二年级在北校区就读，高三年级在南校区就读。复读生与应届生混合就读。
2013年初，漯河高中颁布“任何男女生交往须在明亮地方、5人以上同学在场”的校规，引发学生不满，并向《东方今报》反映。此事件在互联网上引发争议，相关规定被网友称为“史上最严校规”。同年4月，校方宣布废除该规定。
2014年7月，漯河高中因其参加2014年高考的考生中有74人获国家二级运动员高考体育加分，占河南全省此项加分总人数的1/10，引发公众广泛关注。这74人中包括当年河南高考文科第一名齐华瑞。河南省招生办公室、河南省体育局等有关部门均称加分符合程序，无违规作假之处。
2018年，漯河市召陵区政府与漯河立华置业有限公司合作建设了私立漯河市许慎高级中学。此学校自2019年9月开始招生，在教学进度等方面与漯河高中保持同步，初期漯河高中时任副校长郭爱红在该校担任校长。

## 校园风貌
漯河市高级中学南校区位于漯河市源汇区文化路59号。主要建筑物有北教学楼（理科）、南教学楼（主要为文科）、科技楼（办公楼）、实验楼、学苑餐厅、学生宿舍楼。校内设有田径场、篮球场等运动场地。此外，学校花园内有一棵由漯河高中校友曹刚川于2000年4月25日回母校时所植的香樟树，被称为“将军树”。
漯河高中北校区地址为郾城区嵩山东支路21号，实际位于嫩江路上。主要建筑物为五栋教学楼、两栋实验楼、图艺楼和餐厅。餐厅二、三楼由社会承包经营。校内设有田径场、篮球场等运动场地。

## 历任校长

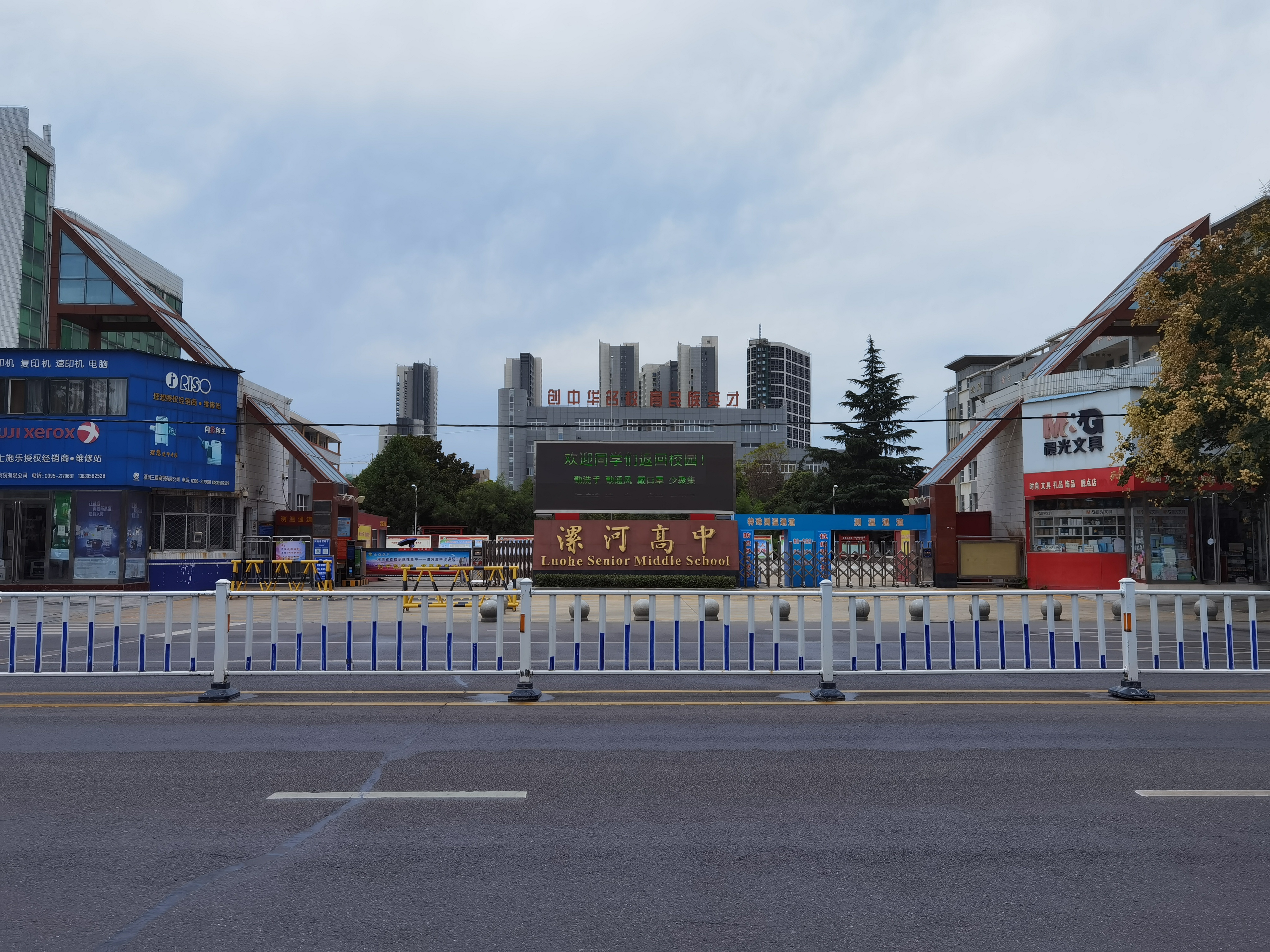
南校区校门

自创办以来，漯河高中共历经十三任校长。1948至1949年，周祖训任首任校长。1949至1954年，李庆伟任第二任校长。1954至1958年，边成武任第三任校长。1958至1964年，李政任第四任校长。1964至1970年，刘常英任第五任校长。1970至1974年，邢福功任第六任校长兼革委会主任。1974至1978年，刘相林任第七任校长兼革委会主任。1978至1984年，赵欣泉任第八任校长。1984至1986年，赵怀建任第九任校长。1986至1993年，傅德义任第十任校长。1993至2001年，王铁成任第十一任校长。2001至2017年，赵建钊任第十二任校长，也是任职时间最长的校长。2017年至今，现任校长为语文教师王海东。

## 学校理念
| 校训     | 公 诚 爱 严 |
| 校风     | 博学 笃行 合作 进取                                                                                                  |
| 教风     | 爱生 善诱 严谨 奉献                                                                                                  |
| 学风     | 尊师 善问 厚积 有恒                                                                                                  |
| 精神     | 团结协作 无私奉献 锐意进取 追求卓越                                                                                  |
| 使命     | 创中华名校 育民族英才                                                                                                |
| 目标     | 培养德、智、心、体和谐发展的高中生，为学生的发展和幸福奠基，为学生成为国家的专门人才和拔尖创新人才全面打好素质基础。 |
| 育人目标 | 做顶天立地有本事的人，干惊天动地有规矩的事                                                                           |

## 知名校友
- 曹刚川
- 秦银河
- 万隆
- 王高飞
- 赵跃民：中国矿业大学副校长。[21]